# Комацо
Кома̀цо (на италиански: Comazzo, на западноломбардски: Comazz, Комац) е село и община в Северна Италия, провинция Лоди, регион Ломбардия. Разположено е на 98 m надморска височина. Населението на общината е 2220 души (към 2012 г.).